# Европско првенство у атлетици на отвореном 1990 — 1.500 метара за жене
Трка на 1.500 метара у женској конкуренцији на Европском првенству у атлетици 1990. у Сплиту одржана је 30. август и 1. септембра на стадиону Пољуд.
Титулу освојену 1986. у Штутгарту, није бранила Равиља Аглетинова из Русије.

## Земље учеснице
Учествовало је 15 такмичарки из 9 земаља. 
| - Грчка (1) - Источна Немачка (2) - Југославија (1) | - Румунија (3) - Совјетски Савез (2) - Уједињено Краљевство (3) | - Чехословачка (1) - Швајцарска (1) - Шпанија (1) |

## Рекорди
| Рекорди пре почетка Европског првенства 1990. | Рекорди пре почетка Европског првенства 1990. | Рекорди пре почетка Европског првенства 1990. | Рекорди пре почетка Европског првенства 1990. | Рекорди пре почетка Европског првенства 1990. | Рекорди пре почетка Европског првенства 1990. |
| --------------------------------------------- | --------------------------------------------- | --------------------------------------------- | --------------------------------------------- | --------------------------------------------- | --------------------------------------------- |
| Светски рекорд                                | Татјана Казанкина                             | Русија                                        | 3:52,47                                       | Цирих, Швајцарска                             | 13. август 1980.                              |
| Европски рекорд                               | Татјана Казанкина                             | Русија                                        | 3:52,47                                       | Цирих, Швајцарска                             | 13. август 1980.                              |
| Рекорди Европских првенстава                  | Олга Двирна                                   | Русија                                        | 3:57,80                                       | Атина, Грчка                                  | 11. септембар 1982.                           |
| Светски рекорд сезоне                         | Дојна Мелинте                                 | Румунија                                      | 3:58,69                                       | Вилнев д’Аск, Француска                       | 29. јун 1990.                                 |
| Европски рекорд сезоне                        | Дојна Мелинте                                 | Румунија                                      | 3:58,69                                       | Вилнев д’Аск, Француска                       | 29. јун 1990.                                 |

## Најбољи резултати у 1990. години
Најбрже атлетичарке 1990. године на 1.500 метара, пре почетка европског првенства (26. августа 1990) заузимало је следећи пласман.
| 1. | Дојна Мелинте      | Румунија         | 3:58,69 | 29. јун | 1. СРЛ |
| 2. | Наталија Артиомова | Совјетски Савез  | 4:02,53 | 10. јун | 2. СРЛ |
| 3. | Ивона Меј Грахам   | Источна Немачка  | 4:02,69 | 13. јун | 3. СРЛ |
| 4. | Кристина Кејхил    | Велика Британија | 4:09,04 | 18. јул | 6. СРЛ |
| 5. | Светлана Китова    | Совјетски Савез  | 4:09,06 | 2. јул  | 7. СРЛ |
| 6. | Маргарета Кесег    | Румунија         | 4:09,49 | 12. јул | 8. СРЛ |
|    |                    |                  |         |         |        |
|    | Снежана Пајкић     | Југославија      |         |         |        |

Такмичарке чија су имена подебљана учествовале су на ЕП.

## Освајачи медаља
|                            |                              |                         |
| Снежана Пајкић Југославија | Елен Кислинг Источна Немачка | Сандра Гасер Швајцарска |

## Резултати

### Квалификације
У квалификацијама такмичарке су биле подељене у две групе. За финале су се квалификовале прве четири из обе групе (КВ), и четири по постигнутом резултату (кв).
| Пласман | Група | Такмичарка         | Земља                | Резултат | Белешке |
| ------- | ----- | ------------------ | -------------------- | -------- | ------- |
| 1.      | 1     | Сандра Гасер       | Швајцарска           | 4:08,24  | КВ      |
| 2.      | 1     | Људмила Рогачова   | Совјетски Савез      | 4:08,30  | КВ      |
| 3.      | 1     | Ивона Меј Грахам   | Источна Немачка      | 4:08,50  | КВ      |
| 4.      | 1     | Елен Кислинг       | Источна Немачка      | 4:08,70  | КВ      |
| 5.      | 1     | Дојна Мелинте      | Румунија             | 4:08,80  | кв      |
| 6.      | 1     | Јана Кучерикова    | Чехословачка         | 4:09,52  | кв      |
| 7.      | 1     | Снежана Пајкић     | Југославија          | 4:09,53  | кв, ЛР  |
| 8.      | 1     | Тина Колебрук      | Уједињено Краљевство | 4:10,93  | кв      |
| 9.      | 2     | Кристина Кејхил    | Уједињено Краљевство | 4:12,00  | КВ      |
| 10.     | 2     | Наталија Артиомова | Совјетски Савез      | 4:12,06  | КВ      |
| 11.     | 2     | Елена Фидатов      | Румунија             | 4:12,35  | КВ      |
| 12.     | 2     | Виолета Бекља      | Румунија             | 4:13,50  | КВ      |
| 13.     | 2     | Ирена Теодориду    | Грчка                | 4:14,40  |         |
| 14.     | 2     | Монсерат Пујол     | Шпанија              | 4:15,72  |         |
| 15.     | 2     | Беверли Николсон   | Уједињено Краљевство | 4:23,80  |         |

### Финале
| Пласман | Такмичарка         | Земља                | Резултат | Белешке |
| ------- | ------------------ | -------------------- | -------- | ------- |
|         | Снежана Пајкић     | Југославија          | 4:08,12  | НР      |
|         | Елен Кислинг       | Источна Немачка      | 4:08,67  |         |
|         | Сандра Гасер       | Швајцарска           | 4:08,89  |         |
| 4       | Људмила Рогачова   | Совјетски Савез      | 4:10,06  |         |
| 5       | Елена Фидатов      | Румунија             | 4:10,87  |         |
| 6       | Дојна Мелинте      | Румунија             | 4:10,91  |         |
| 7       | Ивона Меј Грахам   | Источна Немачка      | 4:10,99  |         |
| 8       | Јана Кучерикова    | Чехословачка         | 4:11,67  |         |
| 9       | Наталија Артиомова | Совјетски Савез      | 4:12,16  |         |
| 10.     | Кристина Кејхил    | Уједињено Краљевство | 4:14,48  |         |
| 11.     | Тина Колебрук      | Уједињено Краљевство | 4:15,22  |         |
| 12.     | Виолета Бекља      | Румунија             | 4:16,45  |         |